# Plesiosaurus

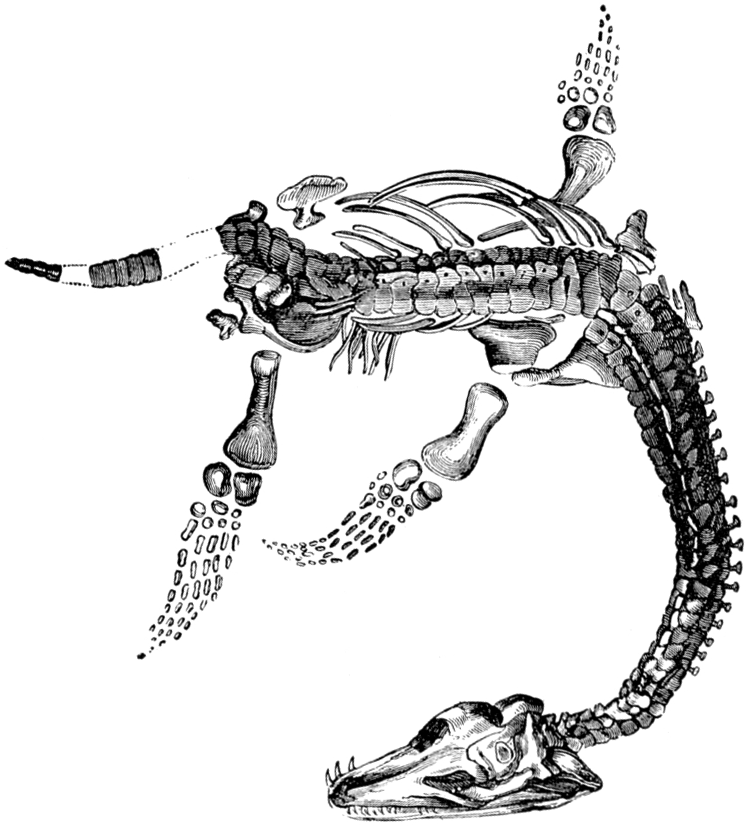
Minh họa cho phát hiện của Anning: Plesiosaurus macrocephalus

Plesiosaurus là một chi bò sát biển lớn đã tuyệt chủng thuộc bộ Plesiosauria.
Mẫu vật đầu tiên được phát hiện bởi Mary Anning trong khoảng hai năm 1820-1821 nhưng bị thiếu mất hộp sọ. Bà đã tìm thấy nó ở 'Jurassic Coast' tại Lyme Regis, Dorset, Anh. Vào năm 1823 bà lại tìm được một hóa thạch khác, lần này đã có được một bộ xương hoàn chỉnh cùng với hộp sọ. Cái tên Plesiosaurus được đặt bởi Rev. William Conybeare.
Plesiosaurus là động vật ăn thịt, con mồi chủ yếu là cá và belemnites.Chúng sẽ bơi xuyên qua các đàn cá và sử dụng chiếc cổ dài cùng vời hàm răng sắc nhọn để chộp lấy con mồi.
Plesiosaurus là một đại diện điển hình trong bộ Plesiosauria, và được dự đoán là có chiều dài từ 3 tới 5 mét (10–16 ft). Tuy mõm ngắn nhưng hàm của chúng có thể mở rộng và sở hữu một hàm răng hình nón. Cổ của chúng khá dài, chiếc đuôi thường được sử dụng như một bánh lái. Giống như toán bộ các plesiosaur, chúng có những mái chèo lớn để bơi.
Chi này chỉ có hai loài đã được biết đến, chúng tuyệt chủng từ khoảng 25 triệu năm sau khi bắt đầu kỉ Jura.